# Anna Clyne
Anna Clyne   (Londres, 9 de març de 1980) és una compositora anglesa, resident als Estats Units. Ha treballat tant en música acústica com en música electroacústica i ha estat nominada als premis Grammy. La seva creació es descrita per poc comú i per emprar mètodes inusuals. En característica per combinar les diverses disciplines artístiques en la seva obra.

## Biografia
Clyne va néixer a Londres però va créixer a Abingdon. Tot i que la seva família no tenia coneixements musicals va apendre a tocar el piano de forma autodidàcta, i més tard es va iniciar amb el violoncel. Va començar a escriure música quan era petita “per diversió”, completant la seva primera composició als 7 anys. La seva primera composició a rebre una actuació pública va ser a l'Oxford Youth Prom quan tenia 11 anys. No va tenir formació musical formal fins passat l’adolescècia, als 20 anys. Això li va permetre crear un estil molt personal i únic. Va estudiar música formalment a la Universitat d'Edimburg, de la qual es va graduar amb una llicenciatura de primera classe en música amb honors. Després de treballar com a florista i dona de neteja en els primers anys a Nova York,  va estudiar a la Manhattan School of Music i va obtenir un màster en música. Entre els seus professors hi ha Marina Adamia, Marjan Mozetich i Julia Wolfe .
L’any 2008, Anna Clyne va ser seleccionada per participar en un programa per a compositors emergents organitzat per Boosey & Hawkes a Nova York. Aquest programa li va oferir l’oportunitat de col·laborar amb l’editorial sense haver de comprometre’s immediatament amb un contracte a llarg termini. L’èxit en aquest programa la va portar a establir una carrera internacional com a compositora, incloent-hi un contracte d’edició complet amb Boosey & Hawkes.
Clyne va ser director del programa "Making Score" de la New York Youth Symphony per a joves compositors del 2008 al 2010. L'octubre de 2009, l'Orquestra Simfònica de Chicago (CSO) va nomenar Clyne i Mason Bates els seus co-compositors en residència, a partir de la temporada 2010–2011, amb un contracte inicial de 3 anys. El gener de 2012, la CSO va ampliar el seu contracte com a co-compositors en residència fins a la temporada 2013-2015.
Fins al 2012, quan Clyne tenia 31 anys, la majoria de les seves composicions havien estat escrites per formacions reduïdes. Fins aquell moment només havia compost una obra orquestral, <<rewind>>. Aquell mateix any, la compositora va estrenar Night Ferry, una de les obres que li van fer estar nominada als premis GRAMMY l’any 2015 en la categoria “Millor composició Clàssica Contemporània”. La inspiració d’aquesta obra prové del poema èpic de Samuel Tayloe Coleridge The Rime of the Ancient Mariner i una suggerència de Ricardo Muti, el director que la va dirigir, perquè explores la música de Schubert, en qui va trobar una font d’inspiració en la seva personalitat transmesa en els escrits psicològics contemporanis sobre la seva ment fràgil. Tal com va explicar Clyne en una entrevista per Chicago Classical Review, l’obra relata viatges nocturns foscos, de les turbulències espirituals, creatives i mentals. Innova en la instrumentació i afegeix petites campanes tibetanes en la percussió.
Clyne també ha estat compositora resident en diverses orquestres:
- Orquestra nacional d'Illa de França (2014-2016)
- Orquestra Simfònica de Baltimore (2015-2016)
- Orquestra Simfònica de Berkeley (2017-2019)
- Orquestra Filharmònica (2022-2023)
- Orquestra Simfònica de Trondheim (2022–2023)
- Orquestra Filharmònica de Hèlsinki (2023–2024)

Clyne va ser nomenada Compositora Associada de l' Orquestra de Cambra Escocesa del 2019 al 2022.
Varies institucions artístiques han encarregat i presentat l'obra de Clyne, com ara el Barbican, Carnegie Hall, Kennedy Center, Los Angeles Philharmonic, MoMA, Philharmonie de Paris, Royal Concertgebouw Orchestra, San Francisco Ballet i l'Òpera de Sydney . ] [ El 2013, BBC Radio 3 va encarregar a Clyne que escrivís l'obertura del concert Masquerade for the Last Night of the Proms .  Clyne va ser nominada al premi Grammy 2015 a la millor composició clàssica contemporània pel seu concert doble per a violí, Prince of Clouds, i per la seva obra orquestral Night Ferry .
Les obres per a solista i orquestra formen una part important de la seva producció, com també es desprèn de The Seamstress (2015), un concert per a violí d'un sol moviment que incorpora una recitació xiuxiuejada del poema A Coat de Yeats i el concert de cinc moviments per a violoncel Dance (2019), encarregat per Inbal Segev i gravat per ella el 2020. Al 2023 va estrenar a Espanya, amb l’Orquestra de Castilla y León, un concert per a saxo, Gasslands. Ho va fer amb la saxofinista Jess Gillam.
Clyne ha realitzat diverses col·laboracions interdisciplinàries amb coreògrafs, artistes visuals, cineastes i músics de vanguardia. Entre els artistes amb els que ha treballat estanYo-Yo Ma, Pekka Kuusisto, Martin Fröst i Jess Gillam . Clyne ha explorat els seus interessos per les arts visuals en diversos projectes: cinc obres d'art contemporània inspirades en Abstraccions (2016); Color Field (2020), s'inspira en l'obra d'art de Mark Rothko ;per a la Orquestra Simfònica de Baltimore; i dues col·laboracions cinematogràfiques. La primera amb Jyll Bradley, titulada Woman Holding a Balance (2021), i la segona Betwen the rooms  amb la coreògrafa Kim Brandstrup i l’Òpera de Los Àngeles. S'han publicat diversos àlbums comercials de la seva música.
Al gener del 2023, Clyne va presentar una serie de tres capítols per la BBC Radio 3 titulada The Art of Music with Anna Clyne. Entre els seus projectes recents de col·laboració amb el món de la dansa s’inclouen l’estrena mundial de la dança de la coreògrafa Pam Tanowitz sobre Breathing Statues pel Royal Ballet de Londres i les representacions de DANCE a mans del Ballet de San Francisco amb coreografia de Nicolas Blanc.
La seva música esta representada per les discogràfiques AVIE Records, Cantaloupe Music, Cedille, MajorWho Media, New Amsterdam, Resound, Tzadik i VIA.
Clyne està casada amb l'enginyer de so nord-americà Jody Elff. La parella ha col·laborat en una eina de composició electrònica, l' Orquestra Augmentada . La parella resideix a l'estat rural de Nova York.

## Estil compositiu
L’enfocament compositiu d’Anna Clyne es caracteritza per una naturalesa profundament visual i multisensorial. En lloc de començar amb partitures tradicionals o programes de notació, Clyne sovint inicia el procés creatiu amb imatges, collages o art visual que representen l’estructura emocional i temporal d’una obra. Un exemple destacat és la seva peça Night Ferry, inspirada en una sèrie de collages de set panells que representaven segments de tres minuts de música cadascun. Aquest mètode li va permetre establir una línia narrativa visual abans de traduir-la en so.
El seu procés no es limita a la pintura: per a la seva òpera de cambra basada en la poeta Emily Dickinson, Clyne va projectar facsímils de cartes de Dickinson sobre una paret, resseguint la seva cal·ligrafia com a part de l’exploració inicial de l’obra. Aquest enfocament reflecteix el seu desig de fugir de patrons repetitius en la composició, cercant en canvi una connexió amb altres disciplines com la dansa i les arts visuals.
Clyne també ha col·laborat amb coreògrafs com Kitty McNamee, component obres que responen directament al moviment corporal. De vegades escolta els seus esborranys musicals mentre camina o es mou per l’estudi, explorant així la fisicalitat del so per decidir si una peça “se sent” bé, fins i tot abans d’analitzar-la formalment a la partitura.

## Composicions

### Orquestra
- <<rebobinada<< per a orquestra (2005–2006)
- Ferri nocturn per a orquestra (2012)
- Mascarada per a orquestra (2013)
- This Midnight Hour per a orquestra (2015)
- Abstraccions per a orquestra (2016)
- RIFT per a orquestra (2016)
- Restless Oceans per a orquestra (2018)
- Camp de color per a orquestra (2020)
- PIVOT per a orquestra (2021)
- This Moment per a orquestra (2022)
- Wild Geese per a orquestra i electrònica en directe (2023)
- PALETA per a orquestra (2025)

### Orquestra de cambra
- Within Her Arms per a orquestra de corda (2008–2009)
- Rest These Hands per a orquestra de cambra (2014)
- Sound and Fury per a orquestra de cambra (2019)
- Fractured Time for sinfonietta (2020)
- Taquigrafía per a violoncel sol i orquestra de corda (2020)
- Stride per a orquestra de corda (2020)

### Música de cambra
- Paint Box per a violoncel amplificat amb amplificador de guitarra, caixa de música i àudio pregravat (2006)
- Steelworks per a flauta, clarinet baix, percussió i cinta (2006)
- Beware Of per a flauta alt, arpa, viola i cinta (2007)
- A continuació. Atureu-vos per a conjunt i cinta (2007)
- Ruleta per a quartet de corda (2007)
- 1987 per a conjunt (2008)
- The Violin – Obres completes ( 7 peces curtes per a violins multipista i component de vídeo opcional de Josh Dorman) (2009)
- The Violin – Blue Hour per a conjunt de corda (2009)
- The Violin – Lavender Rain per a conjunt de corda (2009)
- The Violin – October Rose per a 2 violins (2009)
- The Violin – Resting in the Green per a 2 violins i cinta o 5 violins (2009)
- The Violin – Ship of Stars per a 2 violins i cinta o 6 violins (2009)
- The Violin – Tea Leaves per a 2 violins (amb cinta opcional) (2009)
- A Hymn to the Virgin (Peça acompanyant de "Lady Flow'r") per a quintet de corda i cinta (1930 rev. 1934 arr. 2010)
- Lady Flow'r (Peça acompanyant de l'arranjament de "Hymn to the Virgin") per a quintet de corda i cinta (2010)
- Primula Vulgaris per a quartet de corda (2010)
- Shadow of the Words per a quartet de corda (2010)
- A Wonderful Day per a conjunt amplificat i àudio pregravat (2013)
- Just As They Are per a conjunt amplificat i àudio pregravat (2015)
- Aquesta bellesa lunar per a soprano, conjunt mixt i àudio pregravat (2015)
- Breathing Statues per a quartet de corda (2019)
- Mascarada per a conjunt de vent (2019)
- Taquigrafía per a violoncel i quintet de corda (2020)
- Desbordament per a conjunt de vent (2020)
- A Thousand Mornings per a trio de piano (2020)
- Woman Holding a Balance per a quartet de corda (2020)
- Strange Loops per a quintet de clarinets (2021)
- A Slash of Blue per a conjunt de cambra (2022)

### Solista i orquestra
- Fits + Starts per a violoncel i cinta amplificada (2003)
- Choke per a saxo baríton (o clarinet baix) i cinta (2004)
- Rapture per a clarinet i cinta (2005)
- On Track per a piano i cinta (2007)
- Prince of Clouds per a dos violins i orquestra (2012)
- Secret Garden per a bateria i cinta (2013)
- Rest These Hands per a violí i orquestra de corda (2014)
- La costurera per a violí i orquestra (2014-2015)
- Three Sisters per a mandolina i orquestra de corda (2017)
- BALL per a violoncel i orquestra (2019)
- Taquigrafía per a violoncel i orquestra de corda (2020)
- Glasslands per a saxo soprano i orquestra (2021)
- Quarts de dies per a quartet de corda i orquestra (2021)
- Time and Tides per a violí i orquestra (2022)
- Weathered per a clarinet i orquestra (2022)
- ATLAS per a piano i orquestra (2023)

### Solo i duet
- Fits + Starts per a violoncel i cinta amplificada (2003)
- Choke per a saxo baríton (o clarinet baix) i cinta (2004)
- Rapture per a clarinet i cinta (2005)
- On Track per a piano i cinta (2007)
- Descansa aquestes mans per a violí (2009)
- Descansa aquestes mans per a viola (2009)
- Descansa aquestes mans per a violoncel (2009)
- Secret Garden per a bateria i cinta (2013)
- Snake & Ladder per a saxo soprano i processament en directe (2019)
- Snake & Ladder per a clarinet i processament en directe (2019)
- Rayuela per a flauta (2019)
- Revelació per a viola sol i pista pregravada opcional (2020)
- Zero at the Bone per a clarinet baix sol i cinta (2021)
- Enfilat per a flauta solista i cinta (2021)
- Red Nines per a piano sol (2021)

### Conjunt de llautó
- Sangled Unicorn (2011)

### Conjunt amb veu
- Blush per a baríton, portàtil i conjunt de cambra (2007)
- As Sudden Shut per a 3 veus femenines i conjunt (2012)
- The Lost Thought per a 3 veus femenines i conjunt (2013)
- Postponeless Creature per a 3 veus femenines i conjunt (2014)
- This Lunar Beauty per a soprano, conjunt mixt i àudio pregravat (2015)
- Entre les sales per a soprano i quintet de corda (2022)
- The Gorgeous Nothings per a veus amplificades i orquestra (textos d'Emily Dickinson, 2024)[35]

### Obres corals
- Pocket Book VIII per a 8 veus (2015)
- Pocket Book LXV per a 8 veus (2015)
- Brúixola corporal per a cor infantil i quintet de corda (2017)
- El cor de la nit per a cor (2020)
- A Thy Beauty per a soprano, cor SATB i orquestra (2021)
- Els anys per a cor i orquestra SATB (2021)

## Discografia
- No sóc (Nova Amsterdam, 2010)
- The Exploding Piano (CD Baby, 2010)
- ACO Playing it Unsafe (ACO, 2011)
- Arcana VI de John Zorn (Tzadik, 2012)
- Blue Moth (Tzadik, 2012)
- Dos × quatre (Cedille, 2014)
- BOAC Field Recordings (Cantaloupe, 2015)
- El violí (National Sawdust Tracks, 2017)
- El món és nostre (Arcantus, 2019)
- E PLURIBUS UNUM (Navona, 2020)
- Touch Harmonious (En un cercle, 2020)
- BALL (AVIE, 2020)
- Mitologies (AVIE, 2020)
- Mythologies on Vinyl (AVIE, 2020)
- El projecte Kreutzer (AVIE, 2022)

## Premis i reconeixements
- Nominació al Premi Grammy (2015): El seu doble concert per a violí Prince of Clouds va ser nominat en la categoria de Millor Composició Clàssica Contemporània.[36]
- Premi Hindemith (2016): Atorgat pel Festival de Música de Schleswig-Holstein, aquest premi reconeix compositors joves destacats.
- Beca Charles Ives: Concedida per l'Acadèmia Americana de les Arts i les Lletres, aquesta beca dona suport a compositors amb projecció.[37]
- Premi Times Breakthrough (2014): Reconeixement del diari britànic The Times als talents emergents en diverses disciplines artístiques.
- Premis d'organitzacions musicals: Ha rebut guardons de diverses entitats com Meet the Composer, l'American Music Center, la Foundation for Contemporary Arts i la Jerome Foundation.[38]
- Premis de l'ASCAP i la SEAMUS: Reconeixements atorgats per la Societat Americana de Compositors, Autors i Editors (ASCAP) i la Societat per a la Música Electroacústica als Estats Units (SEAMUS).[38]